# Wings of Heaven Live
Wings of Heaven è un album dal vivo del gruppo musicale britannico Magnum.

## Tracce
1. When We Were Younger - 5:06
2. Back Street Kid - 5:15
3. Out of the Shadows - 2:51
4. Like Brothers We Stand - 3:59
5. Dragons Are Real - 6:06
6. All England's Eyes - 2:36
7. Vigilante - 4:02
8. Kingdom of Madness - 4:35
9. Wild Swan - 4:16
10. Don't Wake the Lion - 1:05
11. Secred Hour – 5:39
12. C'est la Vie - 3:33
13. Le Mort Dansant - 4:50